# Бої за Станицю Луганську
Бої за Станицю Луганську — бойові дії на території та поблизу смт Станиця Луганська Луганської області, складова російсько-української війни. Станиця Луганська безпосередньо межує з Луганськом і відділена від нього річкою Сіверський Донець.
Протистояння тривало з середини червня 2014 року, після успішного наступу українських військових біля Щастя. У серпні 2014 року бої точилися безпосередньо у межі міста Луганськ, у його Жовтневому районі. Наприкінці лютого 2022 року українським захисникам довелось відступити з міста.

## Формальна назва
Через жорстокість боїв і їх тяжкість у народі і серед військових Станицю Луганську почали називати «Сталінград».

## Перебіг подій

### 2014
Село Макарове зазнало значних обстрілів (у тому числі з території Росії), перші з яких були зафіксовані в червні 2014 року, 28 червня загинув старший лейтенант Віталій Бєліков та солдат Василь Наливайко.
28 червня між населеними пунктами Нижня Вільхова та Комишне відбувся напад проросійських бойовиків на колону тилового забезпечення Збройних сил України (водовоз ГАЗ-66 із супроводом). Загинули дві особи.
2 липня 2014 року відбувся обстріл Станиці Луганської, загинули цивільні.
3 липня 2014-го загинув під час обстрілу терористами зі стрілецької зброї та мінометів поблизу села Нижня Вільхова солдат 128-ї бригади Олексій Калинюк. 18 серпня 2014 року українські збройні сили увійшли до окупованого терористами селища, 21 серпня селище було звільнене від терористів і над будівлею районної ради піднято український прапор. 20 серпня 2014-го загинув під час мінометного обстрілу блокпосту біля села Камишине сержант 13-го батальйону «Чернігів-1» Руслан Джужа. 5 вересня під Станицею при артилерійському обстрілі загинув вояк батальйону «Чернігів-1» Володимир Близнюк, 9 вересня від важких поранень помер молодший сержант Сергій Баран. 12 вересня внаслідок підриву на фугасі автомобіля поблизу села Городище загинув солдат батальйону «Чернігів-2» Вадим Лобода. 15 вересня під селом Сизе у боєзіткненні з російськими військовими загинув стрілець 128-ї бригади Олександр Попов.
Станом на 17 вересня, за попередніми підрахунками, у Станиці Луганській масованих обстрілів зазнали щонайменше 40 % житлових будинків, сильно пошкоджено чимало адміністративних будівель.
13 жовтня 2014-го терористи здійснили обстріл блокпосту 128-ї бригади Збройних сил України Станиці Луганської, поранений 1 боєць. 18 жовтня уночі зазнав смертельного поранення під час обстрілу російськими збройними формуваннями позицій 92-ї бригади біля села Вільхове солдат Олександр Ровний — снаряд впав упритул до вагончика, у якому перебував Олександр.
27 жовтня близько 23:00 від кулі снайпера біля Станиці Луганської під час розвантаження машини загинув солдат 128-ї бригади В'ячеслав Завальнюк. 29 жовтня о 9-й ранку починається інтенсивний обстріл терористами Станиці Луганської з артилерії, великокаліберних кулеметів та мінометів; один снаряд вибухнув за 300 метрів від будівлі РДА, зруйновано гараж, пошкоджено житлові будинки й підсобні приміщення. Райдержадміністрація та інші державні змушено призупиняє роботу. 31 жовтня від пострілу снайпера в голову загинув біля Станиці-Луганської солдат 128-ї гірсько-піхотної бригади Андрій Семчишин, тоді ж загинув солдат Віталій Морека.
11 листопада Станиця Луганська знову зазнала інтенсивних обстрілів, серйозно пошкоджена інфраструктура, зруйновані декілька об'єктів соціальної сфери, поранений місцевий 18-річний мешканець. Згодом бойовики відкрили прицільний вогонь по газовиках, які намагалися полагодити пошкоджений газопровід, протягом дня терористи обстрілювали місто 6 разів, вночі перестрілки продовжилися. О 17:25 спільний наряд прикордонників та військовослужбовців під час патрулювання Станиці Луганської в районі центральної районної лікарні виявив диверсійну терористичну групу та вступив в бій, втрат серед військових немає, ворога відкинуто.
16 листопада в ході бою за Станицю Луганську загинуло 3 українських бійців — старший сержант Олександр Найдьон, рядові Віктор Запека та Андрій Ішенко, 5 поранено: поблизу залізничного переїзду група бойовиків намагалася проникнути на територію, контрольовану українською владою. 19 листопада під Станицею загинули вояки 128-ї бригади Ігор Розлуцький та Руслан Семчище.

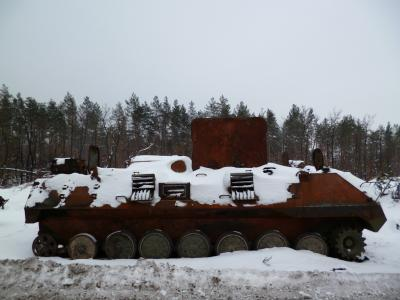
Артилерійський корегувальник ЗСУ, знищений на околицях Станиці Луганської.

26 листопада знову розгоряються бої — на околиці Станиці Луганської між збройними силами України та бойовиками, поблизу бази відпочинку «Дубрава», постійні обстріли в районі рибгоспу, пошкоджено трансформатор. 27 листопада в ході боїв четверо людей поранені, один у важкому стані. Увечері того ж дня терористи обстріляли маршрутний автобус та два легкові автомобілі поблизу Станиці Луганської на території, що контролюється терористами. Одна людина загинула, кілька поранені. 28 листопада з 22 години терористи обстріляли Станицю із систем залпового вогню «Град», з 1-ї ночі й до 7-ї ранку тривали безперервні обстріли важкою артилерією та мінометами; люди, що залишилися в Станиці Луганській, цілу ніч сиділи в підвалах. 29 листопада з 21:30 до 22:00 Станицю обстріляли з «Градів», потім відбувся обстріл о 1-й ночі. Уночі в мікрорайоні Кондрашівка йшли ближні бої між українськими військовими й бойовиками. Від прямих влучань снарядів та трасувальних куль зайнялися і згоріли чотири будинки. Пожежників, які намагалися погасити вогонь, терористи, що зайшли в селище, обстріляли з автоматів. Рятувальникам тривалий час довелося лежати на землі.
4 грудня в район поблизу Станиці Луганської прибула значна артилерійська група бойовиків — щонайменше 2 дивізіони ствольної й реактивної артилерії. Під час біля Станиці окупанти застосували 8 танків, щонайменше 1 танк був підбитий, наступ зірвано вогнем у відповідь українських військ.
Уночі з 5 на 6 грудня бойовики обстріляли Станицю Луганську, загинули щонайменш двоє мирних жителів.
16 грудня повідомляється, що поблизу Станиці після попереднього обстрілу бойовики намагалися зайняти ряд позицій в «буферній зоні». Одначе ці спроби були зустрінуті щільним вогнем українських підрозділів із стрілецької зброї українських підрозділів, бандугруповання відійшли на попередні позиції. Вранці 18 грудня оприлюднюється інформація, що в район Станиці Луганської до бойовиків прибуло поповнення з Луганська — до 130 бойовиків, 2 протитанкові гармати МТ-12 «Рапіра», 7 бойових броньованих машин — включно з 2 броньованими багатоцільовими тягачами МТ-ЛБ. 23 грудня в Станиці протягом дня та в ніч на 24-те поблизу мосту через Сіверський Донець тривали перестрілки з великокаліберних кулеметів і мінометів. Увечері 23-го на гранаті біля міського кладовища підірвалися двоє мирних жителів; одні відразу помер, інший госпіталізований. 25 грудня на гранаті підірвався 45-річний мешканець, тіло чоловіка з численними осколковими пораненнями знайшли в його автомобілі.

### 2015

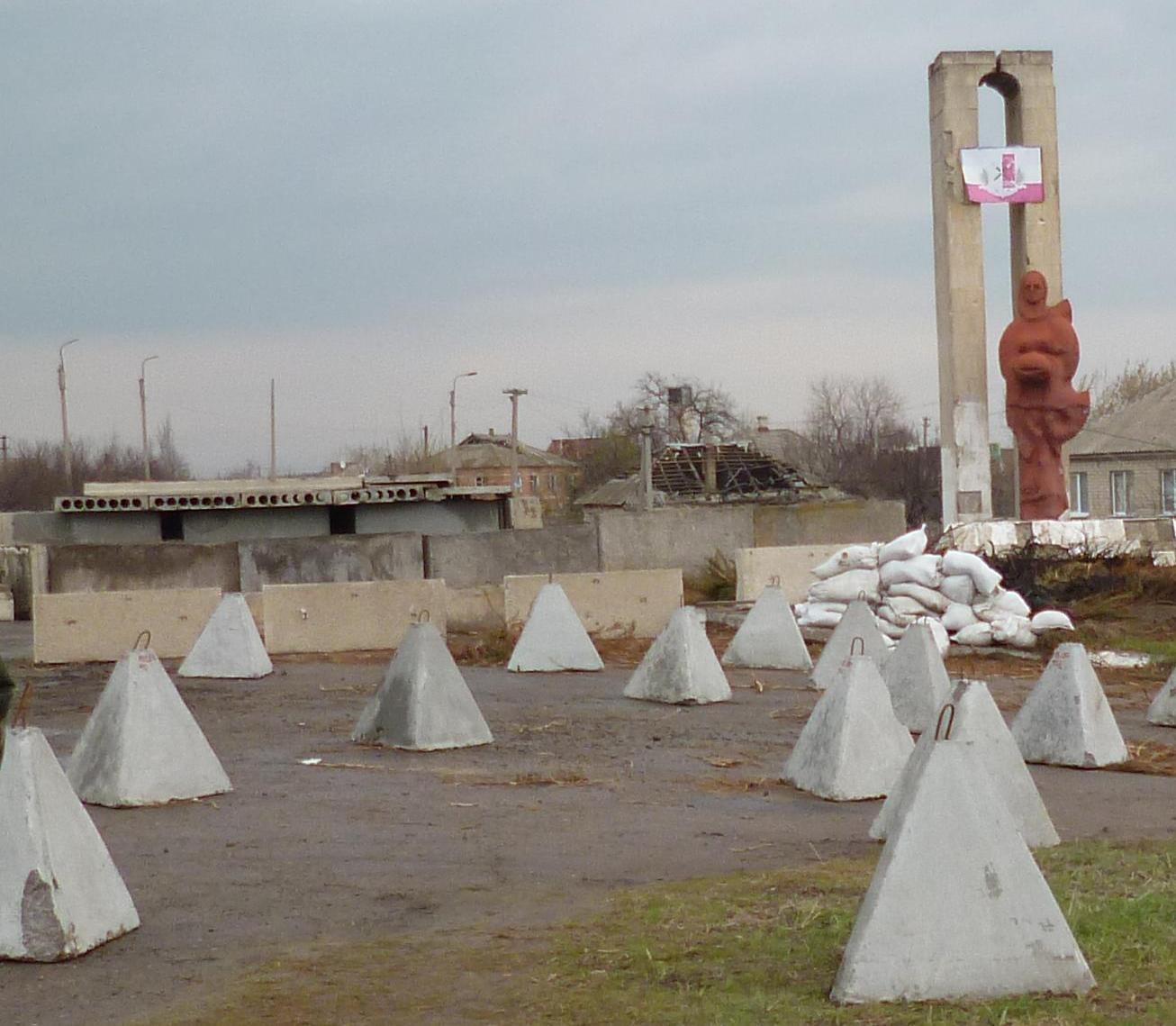
Блокпост ЗСУ (з двома квадратними бійницями, на фото зліва), для контролю шляху на Луганськ. 2015 рік.

9 січня 2015 року після прибуття російського «12-го гумконвою» поновилися бої за Станицю Луганську — після обіду терористи відкрили вогонь із артилерії та мінометів; кілька снарядів влучили у приміщення дитячої спортивної школи — центр селища й серйозно пошкодили її. В результаті бойового зіткнення загинули двоє бійців Національної гвардії — у тому числі старший солдат Роман Лагно, та 14 військовослужбовців (в/ч 3066) зазнали поранень різного ступеня тяжкості.
13 січня поблизу Станиці Луганської армійська вантажівка «Урал» підірвалася на радіокерованому фугасі; Юрій Розналевич зазнав важкого поранення голови з пошкодженням стовбуру головного мозку — під час вибуху своїм тілом прикрив побратима «Одесу». Кілька днів перебував у комі в харківському військовому шпиталі, помер 19 січня, не приходячи до тями. 14 січня поранений під час обстрілу Станиці Луганської міліціонер помер у лікарні — сержант батальйону особливого призначення «Львів» Дорош Тарас Русланович (30.10.1987 р. н., житель Малехова, Жовківського району). 16 січня в Станиці було влаштовано диверсійний акт; на блокпост, який розташований в крайній точці селища біля берега Сіверського Дінця, за ним — контрольована «ЛНР» територія — прийшов якийсь «місцевий дідусь» та подарував 3-літрову банку меду, подякувавши за службу і пішов геть. Коли солдати спробували скуштувати меду, банка вибухнула, один солдат загинув — Олександр Суслопаров, троє важко поранені. 18 січня терористи обстрілюють з артилерії взводний опорний пункт ЗСУ біля Станиці Луганської, смертельних поранень зазнав солдат 17-ї бригади Олександр Данюк. 19 січня поблизу Станиці Луганської українська артилерія після дозволу командування на відповідні дії завдала масованого удару по раніше визначених позиціях терористичної артилерії та мінометів. Того ж дня два мешканці Станиці Луганської були травмовані від обстрілу бойовиками. 21 січня в Станиці тривають вуличні бої — на станції Кіндрашівська. 23 січня терористи за наводкою обстрілюють Станицю з систем залпового вогню та  мінометних установок, наслідком прямого влучання снаряду у житловий будинок загинула сімейна пара — 60-літні чоловік та жінка. З 25 на 26 січня задля зриву наступальних дій терористів на ділянці поблизу Станиці Луганської українська артилерійська група завдала випереджаючого вогневого удару по району зосередження ротної тактичної групи російських військ. 26 січня терористи вчергове обстріляли Станицю з «Градів», загинуло двоє громадян. Від обстрілу уночі на 27 січня осколкових поранень зазнала 74-річна жінка. Це відбулося в часі, коли бойовики спробували навести понтонні мости через Сіверський Донець та переправитися на контрольований Україною берег, проте були змушені відступити під вогнем українських вояків.
Вночі з 28 на 29 січня терористи здійснили спробу прориву поблизу Станиці Луганської. Після масованої артпідготовки в бій рушила піхота, в тому числі і російський спецназ. У результаті бою 12 терористів убито, десятки поранено, серед українських вояків кілька поранених.
2 лютого в Станиці Луганській та прилеглих селах вогнем із артилерії пошкоджені понад 30 житлових будинків, в самому місті поранений один мешканець. 3 лютого близько 1-ї години ночі диверсійно-розвідувальна група терористів здійснила спробу штурму блокпосту під Станицею, після вчасного та результативного застосування артилерії та використання всіх наявних вогневих засобів атака була відбита. Бойовики відступали на вихідні позиції, залишивши на полі бою багатьох вбитих і поранених.
5 лютого артилерійськими снарядами пошкоджені 8 житлових будинків, поранень зазнали двоє вояків. 6 лютого в бою біля села Червоний Жовтень загинув сержант 30-ї бригади Михайло Печунка. 7 лютого загинув під час мінометного обстрілу взводного опорного пункту поблизу Станиці Луганської прапорщик 17-ї бригади Денис Голубєв. Тоді ж полягли сержант Вадим Рубцов та молодший сержант Євген Чіндяскін. 8 лютого В районі Станиці загинув луганський журналіст Валерій Гаврілов, який був бійцем батальйону «Айдар». Про це на своїй сторінці в Facebook повідомив речник «Айдару» Альберт Чувашов, передає УНН. Згідно з оперативними даними, 8 лютого 2015 року у боях біля Станиці Луганської з розвідувально-диверсійною групою загинув боєць батальйону «Айдар» Валерій Васильович Гаврилов, луганський журналіст.
11 лютого в Станиці від обстрілів загинула 85-річна жінка. Під час бойового чергування поблизу смт Станиця Луганська підірвався на міні та зазнав вкрай важкого поранення голови Гук Андрій Мирославович, перебував у комі. Рік і вісім місяців боровся за життя, але помер 24 вересня 2016 р. у лікарні.

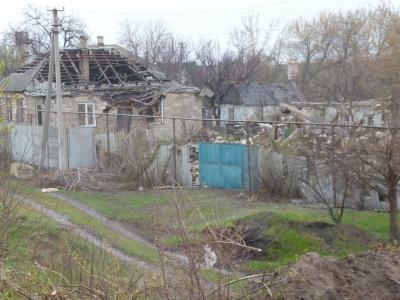
Будинок місцевих мешканців біля блокпосту ЗСУ, пошкоджений внаслідок артилерійського обстрілу. Станиця Луганська, 2015.

9 травня загинув у бою з терористами біля села Червоний Жовтень старший солдат 53-ї бригади Володимир Луцишин — прикривав відхід побратимів, врятував життя 11 вояків, сам загинув від кулі снайпера. 15 травня загинув у бою на передовому блок-посту під Станицею Луганською старший солдат 53-ї бригади Ярослав Дуриба: під час обстрілу куля з АКМ терориста влучила між пластинами бронежилета. 19 травня у бою поблизу Станиці Луганської загинув боєць батальйону ім. Джохара Дудаєва «Актор».
22 травня терористи обстріляли Станицю, поранено українського військового, зруйновано житлові будинки, загинув під час виконання бойового завдання поблизу села Болотене солдат батальйону «Айдар» Артур Галушка. 23 травня обстріли повторюються — із важкої артилерії, мінометів, автоматичних гранатометів, поранений один вояк, загинув молодший сержант 128-ї бригади Михайло Кварцяни, смертельного поранення зазнав солдат 53-ї бригади Олександр Ігнатов. 27 травня в другій половині дня на околиці Станиці Луганської при виконанні бойового завдання поблизу Сіверського Дінця підірвалися двоє українських бійців — зачепили розтяжку з гранатою. Один вояк загинув — Михайло Кварцяни, другий зазнав важких осколкових поранень.
Вночі з 6 на 7 червня терористи з правого берега Сіверського Дінця обстріляли із автоматичних гранатометів та зенітної установки позиції українських вояків біля села Валуйське, що поруч і з Станицею Луганською. Двоє вояків були легко поранені осколками.
12 червня у Станиці Луганській внаслідок обстрілу терористами загинув один військовик — Андрій Тимощук, боєць 128-ї гірсько-піхотної бригади (* Галущинці, Підволочиський район), ще один поранений.
17 червня поблизу Станиці Луганської контрснайперськими діями нейтралізовано снайперську групу російського спецназу, у нападників є втрати. 24 червня у ДТП під Станицею загинув старшина ДПСУ Гарбар Микола Володимирович. 26 червня увечері терористи вчергове обстріляли Станицю з мінометів, стрілецької зброї та протитанкових керованих ракет, загинула мирна жителька.
Вночі 8 липня внаслідок нічного обстрілу терористами поранено місцеву мешканку-офіцера міліції. Увечері 9 липня внаслідок бою з диверсантами біля села Малинове Станично-Луганського району один український військовик (Володимир Олійник) загинув, ще один поранений — сержант 128-ї бригади Андрій Мазур, поранений мешканець Малинового. 9 липня смертельного поранення під Станицею зазнав старший сержант 17-ї бригади Валерій Якущенко.
14 липня 2015 року під час виконання завдань щодо перевірки надійності мінних укріплень поблизу кордону між селами Сизе та Болотене підірвались на вибуховому пристрої п'ятеро українських військовиків 534-го інженерного батальйону на чолі з капітаном Сергієм Мелимукою.
- Того дня було повідомлено про загибель трьох військовиків[58], наступного дня уточнили про загибель п'ятьох[59].

23 липня терористи обстрілюють Станицю з гранатометів, мінометів та великокаліберних кулеметів, загинув український військовий — солдат 128-ї бригади Андрій Заєць, поранений мирний мешканець. Вночі з 23 на 24 липня терористи обстрілюють Станицю із автоматичних гранатометів та великокаліберних кулеметів, поранено місцеву жительку та військового. 27—28 липня терористи тричі з мінометів та гранатометів обстрілювали Станицю, поранення зазнав 40-річний військовослужбовець ЗСУ. У ніч з 28 на 29 липня терористи обстрілюють Станицю, поранені п'ятеро бійців 128-ї бригади.
Двоє бійців 128-ї бригади загинули у ніч на 3 серпня внаслідок обстрілу терористами поблизу Станиці Луганської — на бойових позиціях біля станції Вільхова та рибгоспу — старший прапорщик Олександр Павлюк та солдат Мар'ян Козак. 7 серпня 2015-го під час виконання бойового завдання поблизу Трьохізбенки група військових у бойовому зіткненні потрапила в полон. При проведенні їх зі зв'язаними руками через мінне поле Олег Чепеленко звалив терориста, підірвав себе та його на «розтяжці» разом з іншими російськими бойовиками. Внаслідок вибуху загинули Чепеленко та прапорщик Микола Стоцький і два терористи.
10 серпня опівночі терористи обстрілюють з мінометів позиції військових біля Станиці, поранений військовик зенітно-ракетного взводу. 11 серпня при обстрілі терористами терористами блокпосту в Станиці поранений вояк 128-ї бригади ЗСУ, водій відділення мінометного взводу. Уночі з 26 на 27 серпня терористи обстрілюють Станицю, поранено два військовики.
Увечері 7 вересня загинув під час бойового зіткнення з ДРГ терористів, яка переправилась через Сіверський Донець поблизу села Болотене Станично-Луганського району, солдат 128-ї бригади Павло Дурунда. Тоді ж ще двоє військовослужбовців були поранені. 8 вересня загинув від смертельного поранення в голову внаслідок бойового зіткнення на блокпосту з ДРГ терористів сержант 128-ї бригади Віктор Вишкварко: вночі з 01:40 до 02:10 було здійснено спробу прориву української оборонної лінії в урочищі Шаров Кут поблизу села Сизе Станично-Луганського району. 10 вересня вранці на блокпосту за селом Троїцьке Попаснянського району у напрямку до смт Калинове, підконтрольного «ЛНР», на «розтяжці» з міною «ОЗМ-72», встановленій терористами, підірвалися військовики 54-ї бригади. Йосип Крутяк загинув на місці, п'ятеро вояків зазнали поранень, з них в лікарні помер Олег Кукса. 18 вересня пізнього вечора близько 22:20 поблизу спостережного поста взводного опорного пункту біля села Болотене Станично-Луганського району військовики виявили невідомих осіб; під час переслідування пролунали два вибухи (за однією з версій, є ймовірність, що спрацювала «розтяжка»). Один військовик зазнав осколкових поранень кінцівок, солдат 128-ї бригади Василь Пойда загинув на місці.
14 жовтня на розтяжці підірвалися два бійці 128-ї бригади (околиця Станиці, лісосмуга біля Сіверського Дінця).
5 листопада під час виконання військового обов'язку загинув молодший лейтенант Ігор Балабоський. 15 листопада від поранень помер солдат 128-ї бригади Сергій Чура.

### 2016
7 січня під час виконання завдання на території Луганщини перебував на лінії зіткнення поблизу Станиці Луганської молодший сержант 28-ї бригади Віктор Гапич, зазнав важкого вогнепального поранення. 2 березня загинув від кулі снайпера у голову під час патрулювання території у складі пішого патруля старший солдат 92-ї бригади Олег Бондаренко — військові переходили по містку через річку Євсуг (притока річки Сіверський Донець) поблизу села Артема Станично-Луганського району. 23 березня у Станиці Луганській двоє військовиків ЗСУ зазнали поранень внаслідок підриву на розтяжці. 17 квітня на околиці Станиці від вибуху фугасу загинув сержант 28-ї бригади Валерій Чуприна. 18 квітня троє українських військовиків та один прикордонник зазнали поранень під час обстрілів терористів. 18 травня біля Станиці Луганської вбитий український вояк — загинув від кулі ворожого снайпера — солдат батальйону «Одеса» Іван Дусь. 2 червня у Станиці Луганській внаслідок обстрілу терористами один український військовик зазнав поранень. Уночі з 2 на серпня зі стрілецької зброї, АГС та РПГ терористами була обстріляна лінія розмежування від нового автомобільного мосту до переходу КПВВ «Станиця Луганська», поранено 3 бійців ЗСУ. 16 серпня внаслідок артобстрілу терористами поранений український боєць. 12 вересня позиції одного з підрозділів ЗСУ під Станицею атаковані ДРГ терористів, у бою двоє військовиків загинуло, п'ятеро поранені, один зник безвісти. 20 жовтня близько 1-ї години ночі ДРГ у кількості до 15 осіб перетнула Сіверський Донець від т. зв. гори Князя Ігоря, намагалася підійти чимближче до українських позицій, в короткочасному бою диверсанти відступили, кілька з них поранені; внаслідок терористичного обстрілу поранено мирного жителя Станиці. 24 жовтня проросійські терористи обстріляли Станицю Луганську, українські військовики змушено відкрили вогонь у відповідь, один вояк зазнав поранення.

### 2017
Загинув у ніч на 12 січня від кульового поранення під час обстрілу поблизу КПВВ «Станиця Луганська» старший солдат 24-ї бригади Корнелюк Богдан Олександрович.
10 липня 2017-го увечері біля Станиці Луганської підірвався і загинув український боєць. 28 вересня під Станицею на вибуховому пристрої підірвалися двоє військовослужбовців прикордонного наряду Луганського загону — старший прапорщик Деде Дмитро та старшина Гувір Сергій.

### 2022

#### 24–26 лютого
Важкі бої почалися після повномасштабного вторгнення Росії до України 24 лютого 2022 року. Станом на 12:00 26 лютого російські окупанти захопили Станицю Луганську.

#### 27 лютого
Станиця Луганська опинилася на межі гуманітарної катастрофи. Населений пункт лишався окупованим та майже знищеним.

#### 2 березня
Глава Станиці Луганської та його заступники здали місто російським окупантам. Їх підозрюють у держзраді. Також противником було окуповано Кримське, Марківку та Муратове.

## Втрати
| Прізвище, ім'я, по-батькові        | Звання            | Дата смерті       | Формування                             | Обставини                                                                                             |
| ---------------------------------- | ----------------- | ----------------- | -------------------------------------- | --- |
| Попович Роланд Стефанович          | солдат            | 14 червня 2014    | 15 ОГПБ                                | бойове чергування на блокпосту поблизу села Макарове                                                  |
| Крохмаль Володимир Антонович       | молодший сержант  | 17 червня 2014    | 51 ОМБр                                | екіпаж в безвихідному становищі підірвав танк                                                         |
| Ващеня Іван Петрович               | солдат            | 17 червня 2014    | 51 ОМБр                                | екіпаж в безвихідному становищі підірвав танк                                                         |
| Упоров Ігор Романович              | старший солдат    | 28 червня 2014    | 51 ОМБр                                | Загинув під час бою поблизу села Макарове.                                                            |
| Войтенко Олег Андрійович           | молодший сержант  | 22 серпня 2014    | «Київ»                                 | Загинув під час танкового обстрілу Красного Яру Жовтневого району Луганська.                          |
| Боровик Дмитро Олексійович         | солдат            | 22 серпня 2014    | «Київ»                                 | Загинув під час танкового обстрілу Красного Яру Жовтневого району Луганська.                          |
| Артюх Юрій Іванович                | сержант           | 2 вересня 2014    | «Київ»                                 | Загинув під час артилерійського обстрілу Красного Яру Жовтневого району Луганська.                    |
| Попов Олександр Володимирович      | старший солдат    | 15 вересня 2014   | 128 ОГПБр                              | Загинув під с. Сизе.                                                                                  |
| Суслопаров Олександр Олександрович | солдат            | 16 січня 2015     | 17 ОТБр                                | Загинув внаслідок терористичного акту, вчиненого місцевим мешканцем у Станиці Луганській              |
| Данюк Олександр Григорович         | старший солдат    | 19 січня 2015     | 17 ОТБр                                | Отримав поранення, несумісні з життям під час артилерійського обстрілу Станиці Луганської             |
| Голубєв Денис Григорович           | прапорщик         | 7 лютого 2015     | 17 ОТБр                                | Загинув під час мінометного обстрілу взводного опорного пункту поблизу Станиці Луганської             |
| Чіндяскін Євген Валерійович        | молодший сержант  | 7 лютого 2015     | 17 ОТБр                                | Загинув під час мінометного обстрілу взводного опорного пункту поблизу Станиці Луганської             |
| Бабенко Віктор Володимирович       | старший солдат    | 17 березня 2015   | 17 ОТБр                                | Загинув внаслідок підриву на вибуховому пристрої поблизу Станиці Луганської                           |
| Дуриба Ярослав Васильович          | старший солдат    | 15 травня 2015    | 17 ОТБр                                | Загинув від кульового поранення під час боєзіткнення на околицях Станиці Луганської                   |
| Галушка Артур Аркадійович          | солдат            | 22 травня 2015    | «Айдар»                                | Загинув під час виконання бойового завдання поблизу села Болотене.                                    |
| Мелимука Сергій Миколайович        | капітан           | 14 липня 2015     | 534 ОІСБ                               | Загинув під час перевірки мінних загорож між селами Болотене та Сизе.                                 |
| Михайлишин Микола Ярославович      | капітан           | 14 липня 2015     | 534 ОІСБ                               | Загинув під час перевірки мінних загорож між селами Болотене та Сизе.                                 |
| Бабко Юрій Володимирович           | старший солдат    | 14 липня 2015     | 534 ОІСБ                               | Загинув під час перевірки мінних загорож між селами Болотене та Сизе.                                 |
| Загородній Валентин В'ячеславович  | солдат            | 14 липня 2015     | 534 ОІСБ                               | Загинув під час перевірки мінних загорож між селами Болотене та Сизе.                                 |
| Ситніков Вадим Юрійович            | солдат            | 14 липня 2015     | 534 ОІСБ                               | Загинув під час перевірки мінних загорож між селами Болотене та Сизе.                                 |
| Заєць Андрій Миколайович           | солдат            | 24 липня 2015     | 128 ОГПБр                              | Загинув уночі поблизу с. Сизе, дістав осколкове поранення під час слідування для отримання продуктів. |
| Ігнатов Олександр Миколайович      | солдат            | 16 серпня 2015    | 53 ОМБр                                | Загинув від поранення викликаного кулею снайпера.                                                     |
| Бабков Віталій Ігорович            | солдат            | 10 липня 2017     | 54 ОРБ                                 | підрив на вибуховому пристрої з «розтяжкою»                                                           |
| Деде Дмитро Васильович             | старший прапорщик | 28 вересня 2017   | Луганський ПрикЗ                       | підрив на фугасі з «розтяжкою»                                                                        |
| Гувір Сергій Іванович              | старшина          | 28 вересня 2017   | Луганський ПрикЗ                       | підрив на фугасі з «розтяжкою»                                                                        |
| Руських Сергій Миколайович         | молодший сержант  | 1 березня 2020    | 46-та окрема десантно-штурмова бригада | Нижньотепле                                                                                           |
| Федосєєв Вадим Вікторович          | майстер-сержант   | 12 листопада 2021 | 93 ОМБр                                | Малинове Станично-Луганського району                                                                  |

14 серпня вранці терористи здійснюють артилерійський обстріл Болотеного, поранено військовика 24-ї бригади. 7 вересня двоє військових 128-ї бригади загинуло, ще двоє поранені у часі зіткнення з ДРГ терористів під Болотеним. 18 вересня пізно увечері поблизу спостережного поста ЗСУ біля Болотеного військовики виявили невідомих осіб, почали їх переслідувати, на розтяжках один вояк підірвався.
Вночі на 9 вересня український військовик загинув під час бойового зіткнення з терористами поблизу Шарового Кута.